# Chemiekombinat Bitterfeld

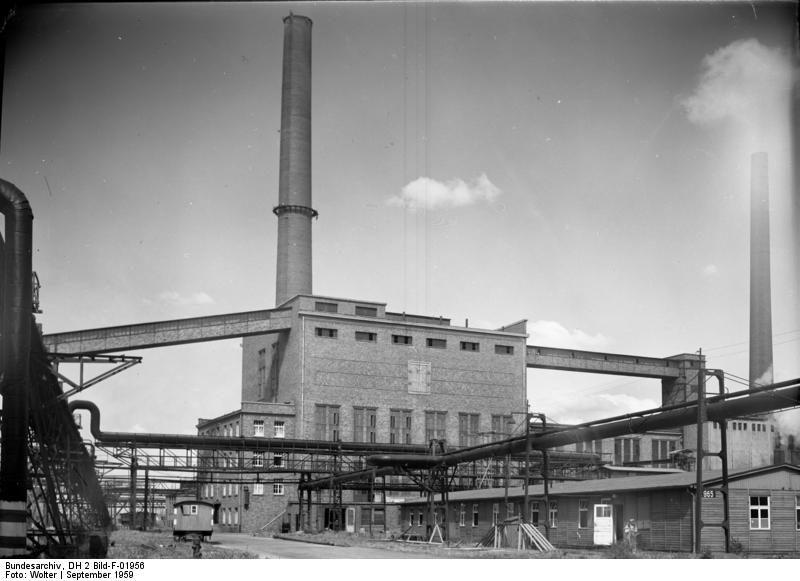
Elektrochemisches Kombinat Bitterfeld Kraftwerk Nord

Der Volkseigene Betrieb (VEB) Chemiekombinat Bitterfeld (CKB) war ein bedeutender Chemiestandort in der Deutschen Demokratischen Republik (DDR). Das Chemiekombinat Bitterfeld war im Kern auf einem etwa 6 km² großen Industriegelände zwischen Bitterfeld und Wolfen angesiedelt.
Das Kombinat war direkt dem Ministerium für Chemische Industrie unterstellt. Weitere zentralgeleitete Kombinate der chemischen Industrie können in der Liste von Kombinaten der DDR eingesehen werden.

## Chronik

TastEx vom VEB Chemiekombinat Bitterfeld

Das Chemiekombinat Bitterfeld (CKB) entstand 1969 aus dem VEB Elektrochemisches Kombinat Bitterfeld (EKB) und der Farbenfabrik Wolfen. Damit bildete es nach den Chemischen Werken in Leuna und Buna-Schkopau den drittgrößten Chemiestandort der DDR.
Zum neu gebildeten Kombinat gehörten:
- VEB Chemiekombinat Bitterfeld Stammbetrieb
- VEB Chemiewerk Nünchritz
- VEB Elektrokohle Lichtenberg
- VEB Vereinigte Sodawerke Bernburg-Staßfurt
- VEB Chemiewerk Bad Köstritz
- VEB Fettchemie Karl-Marx-Stadt
- VEB Domal Stadtilm

Das Produktionsprogramm des gesamten Kombinates, in dem bis zu 32.000 Beschäftigte tätig waren, umfasste eine ungewöhnlich breite Erzeugnispalette. Zu den ca. 4500 verschiedenen Erzeugnissen gehörten anorganische und organische Grundmaterialien, Pflanzenschutz- und Schädlingsbekämpfungsmittel, organische Farbstoffe und Hilfsmittel, Katalysatoren, Ionenaustauschharze, Molekularsiebe, Silikone, Fluorcarbone, Soda, Fotochemikalien, Wasch- und Reinigungsmittel, Pharmazeutika, Riechstoffe, PVC-Produkte, technische Kohle und Graphiterzeugnisse.
Die Bildung des VEB CKB erbrachte jedoch nicht die erhofften strukturellen und wirtschaftlichen Verbesserungen. Die Chemiebetriebe in Bitterfeld und Wolfen blieben trotz durchgeführter Sortimentsbereinigung mit einer enorm großen Zahl von Zwischen- und Endprodukten weiterhin die „Apotheke der DDR“. Die dringend benötigten Neuinvestitionen flossen in wenige, ausgewählte Projekte. So musste das CKB größtenteils mit eigenen Mitteln auch dort Reparaturen durchführen, wo ein Neubau technischer Anlagen wirtschaftlicher gewesen wäre. Viele technische Anlagen wurden notgedrungen auf Verschleiß gefahren, was zu Einschränkungen in der Arbeitssicherheit und staatlicherseits zu Befreiungen von Umweltauflagen führte. Obwohl die schwierige Situation des CKB bei höchsten Stellen in Berlin bekannt war, wurden Forderungen nach Investitionen abgelehnt. Unter schwer gesundheitsgefährdenden Arbeitsbedingungen wurden auch Strafgefangene und Bausoldaten eingesetzt.
Wie andere volkseigene Großbetriebe baute das Unternehmen eine Sammlung von Werken der bildenden Kunst der DDR auf. 1998 erwarb das Land Sachsen-Anhalt die 231 Kunstwerke mit dem Ziel, den Bestand in seiner Gesamtheit auf Dauer zu erhalten. Sie befinden sich als „Bitterfeld-Sammlung“ seit 2004 in den Depots der Dokumentationsstelle Bildende Kunst.

## Übergang in die Marktwirtschaft
Das CKB wurde durch die Treuhandanstalt zum 21. Juni 1990 zur Chemie AG Bitterfeld-Wolfen privatisiert. Die sechs 1969 an das CKB angegliederten Betriebe wurden abgetrennt. Nach der Wiedervereinigung Deutschlands gelang eine Gesamtprivatisierung der Chemie AG Bitterfeld-Wolfen aufgrund des allgemeinen schlechten technischen Zustandes vieler Betriebsteile nicht. Nur wenige der dort hergestellten Produkte konnten auf dem freien Markt bestehen. Es erfolgten Teilprivatisierungen.
Von ehemals 18.000 Arbeitsplätzen im Raum Bitterfeld gingen zwischen 1990 und 1994 12.000 verloren.
2012 umfasste der Chemiepark Bitterfeld-Wolfen eine Fläche von 1200 Hektar, wo in rund 360 neu gegründeten Unternehmen insgesamt etwa 11.000 Menschen beschäftigt sind.
Zu den wichtigsten Unternehmen im Chemiepark gehören
- die Bayer Bitterfeld GmbH,
- die Viverso GmbH,
- ein Standort der Evonik Degussa GmbH,
- die Linde AG Geschäftsbereich Linde Gas,
- die P-D Group,
- die Heraeus Quarzglas GmbH & Co. KG,
- Dow Wolff Cellulosics GmbH (DWC)
- sowie die Akzo Nobel Industrial Chemicals GmbH.

1994 nahm ein neues Bayer-Werk in Bitterfeld die Produktion von Aspirin auf. Das VEB Fettchemie Karl-Marx-Stadt firmiert heute unter fit (Unternehmen).

## Ereignisse und Besonderheiten
- Noch vor Gründung des CKB ereignete sich am 11. Juli 1968 im Elektrochemischen Kombinat Bitterfeld (EKB) ein Chemieunfall, als im PVC-Betrieb ein Autoklav explodierte. Austretendes Vinylchlorid entzündete sich und tötete 42 Menschen. 210 wurden verletzt.
- Weithin sichtbar war die gelbe Rauchsäule aus dem Säureeck in Richtung Sandersdorf. Das Säureeck wurde 1996 stillgelegt. Im Säureeck wurden Salpetersäure und Nitratsalze hergestellt.
- Chlor IV galt bis zu seiner Stilllegung als modernster Chlorfabrikant Europas. Bei seiner Schließung verloren 4500 Menschen ihre Arbeit.
- Das Bad der Chemiearbeiter wurde 2001 geschlossen. Steigendes Grundwasser bzw. ungeklärte Vermögensverhältnisse zwangen damals den privaten Betreiber, das letzte Freibad in Bitterfeld, das 1939 als werkseigenes IG-Bad eröffnet worden war, zu schließen.[5]

## Direktoren des CKB
- 04/1969 – 12/1969: Theo Boethin (Kombinatsdirektor)
- 01/1970 – 01/1971: Theo Boethin (Generaldirektor)
- 02/1971 – 05/1971: Karl Kaduk (amt. Generaldirektor)
- 06/1971 – 12/1983: Heinz Schwarz (Generaldirektor)
- 01/1984 – 04/1990: Adolf Eser (Generaldirektor)
- 04/1990 – 06/1990: Günther Kawalek (amt. Generaldirektor)

## Rezeption
Der Komponist Günter Kochan komponierte 1976/77 im Auftrag des CKB sieben Orchesterstücke mit dem Titel „Bilder aus dem Kombinat“.